# Malí en los Juegos Olímpicos de Sídney 2000
Malí estuvo representado en los Juegos Olímpicos de Sídney 2000 por cinco deportistas, tres hombres y dos mujeres, que compitieron en tres deportes.
El portador de la bandera en la ceremonia de apertura fue el yudoca Brahima Guindo. El equipo olímpico maliense no obtuvo ninguna medalla en estos Juegos.